# برينغيلا البرشلونية
برينغيلا البرشلونية (1116- 15 يناير 1149)؛ ملكة قشتالة وليون وجليقية القرينة، وابنة ريموند برانجيه الثالث كونت برشلونة من زوجته دولسي الأولى كونتيسة بروفانس، وشقيقة ريموند برانجيه الرابع كونت برشلونة الذي حكم مملكة أراغون.
تزوجت برينغيلا في نوفمبر 1128م في سالدانيا من ألفونسو السابع ملك قشتالة، ولاحتفال بالمناسبة هذا الحدث العظيم، أقيمت مصارعة الثيران في ساحة بلازا فيغا، وهي الأولى في تاريخ مصارعة الثيران بـ إسبانيا، إلى جانب عروض أُخرى، وأنجبا:
1. سانشو الثالث ملك قشتالة (1134-1158).
2. رامون الذي توفي طفلاً.
3. فرناندو الثاني ملك ليون (1137-1188).
4. كونستانس (حوالي 1138-1160) التي تزوجت من لويس السابع ملك فرنسا.
5. سانشا (حوالي 1139-1179) التي تزوجت سانشو السادس ملك نافارا.
6. غارسيا (حوالي 1142-1145/6).
7. ألفونسو (حوالي 1144 - حوالي 1149).

توفيت في بالنثيا، ودفنت في كاتدرائية سانتياغو دي كومبوستيلا.